# David Morales
David Morales (New York, 21 agosto 1962) è un disc jockey e produttore discografico statunitense di house music.
Intensa anche la sua attività di remixer, premiato nel 1998 con il Grammy Award come miglior remixer.
È anche il più prolifico produttore di remix di tutti i tempi, e ha trasformato molte canzoni dal genere pop in brani ballabili, quindi più adatti ai club.

## Carriera
David Morales nasce e cresce a Brooklyn in una famiglia di origine portoricana. Cresce in un’epoca significativa per la musica Dance ed è presenza fissa in club leggendari quali il Loft e Paradise Garage. Nel 1981 inizia il suo party a Brooklyn presso l’Ozone Layer, attingendo sia dal Paradise Garage che dal The Loft. La sua presenza fissa presso il club Ozone Layer (che dura fino al 1986) lo porta ad esibirsi al Paradise Garage nel 1983.
Dopo essere diventato un disc jockey residente a metà anni ’80, inizia la sua carriera da remixer, nel momento in cui remixare altri artisti diviene popolare. Assieme al pioniere dell’house Music proveniente da Chicago Frankie Knuckles e con la fondatrice di Record dj pool Judy Weinstein Morales fonda la Def Mix Productions per gestire il loro progetto. Ad oggi Def Mix continua a rappresentare la proprietà di Frankie Knuckles, in aggiunta a Quentin Harris e Hector Romero.
David Morales ha remixato e prodotto oltre 500 brani per artisti quali Mariah Carey, Diana Ross, Aretha Franklin, Michael Jackson, Janet Jackson, Eric Clapton, Seal, Pet Shop Boys, U2, Donna Summer, Whitney Houston, e Jamiroquai. Morales viene nominato per il suo primo Grammy Award nel 1996 come produttore nell’album di Mariah Carey “Daydream” per il brano “Fantasy”. Viene nuovamente nominato l’anno successivo e lo vince nel 1998 nella categoria “Remixer of the Year”.
David Morales fa il suo debutto come produttore solista nel 1993 per la casa discografica Mercury Records con l’album “David Morales & The Bad Yard Club”, “The Program”. Nel 1998, produce “Needin’ U” con la Def Mix Record, DMI Records, con lo pseudonimo “The Face.” Il brano licenziato dalla Mercury Records nel Regno Unito ben presto si posiziona in vetta alle classifiche di musica e video dance ed ancora oggi viene licenziato e campionato in tutto il mondo. L’etichetta discografica Ultra Records produce il secondo album di Morales dal titolo “Two Worlds Collide” nel 2005. Il brano "How Would You Feel" è cantato da Lea Lorien. “Here I Am”, cantato dall’artista Inglese Tamra Keenan, è parte della colonna sonora nel film del 2006 “Il Diavolo veste Prada”. “Feels Good,” cantato da Angela Hunte è nei crediti del film del 2008 film “Don’t Mess with the Zohan”. Il suo ultimo singolo del 2016 "There Must Be Love" è cantato da Janice Robinson.
Nel 2011 la Ultra Records produce il terzo album di Morales dal titolo Changes con la partecipazione di Róisín Murphy anche conosciuta come “Moloko”, di Ultra Nate, Tamra Keenan e Jonathan Mendelsohn. Da quel momento Morales ha prodotto diversi brani incusi The Red Zone Project Volumi 1, 2 e 3 e altri sull’etichetta discografica Def Mix Music. Nel 2016 Morales produce un singolo cantato da Janice Robinson dal titolo "There Must Be Love". Nello stesso anno collabora con Luciano per il titolo “Esperanza”. Morales ha iniziato un nuovo progetto discografico assieme chiamata MoDef. In collaborazione con MoBlack etichetta di genere afrohouse.
Morales è considerato quale uno dei primi Dj Super star. Si è esibito in moltissimi club in tutto il mondo, incluse numerose presenze a Ibiza in club del calibro di Pacha e Space. Morales ha prodotto e produce radio shows e Compilation.
Morales è stato proprietario del club Stereo della città di Montréal. In qualità di DJ resident, si è esibito molte volte nel suo 16 ore per il set "La Vie en Stereo", che si ripeteva ogni mese nell’arco temporale di 9 anni complessivi.
David è stato giudice a Top DJ, un programma televisivo Italiano in onda sul canale Italia 1 ed è stato modello per il marchio Italiano di abbigliamento Iceberg.

## Discografia

### Album
- 1993: The Program
- 2004: 2 Worlds Collide
- 2012: Changes

### Compilation
- 1994: United DJs of America, Vol. 4
- 1997: Ministry of Sound: Sessions Seven
- 2003: Mix The Vibe: Past-Present-Future
- 2011: Live & Remastered (disc 2)

### Singoli

#### David Morales
- 2001: "Winners", with Jocelyn Brown
- 2003: "Make It Hot", with DJ Pierre
- 2004: "How Would U Feel", with Lea-Lorién
- 2005: "Feels Good", with Angela Hunte
- 2005: "Here I Am", with Tamra Keenan
- 2006: "Better That U Leave", with Lea-Lorien
- 2006: "How Would U Feel '06", with Lea-Lorien
- 2011: "You Just Don't Love Me", with Jonathan Mendelsohn
- 2011: "Holiday", with Polina
- 2012: "Golden Era", with Róisín Murphy
- 2012: "Stay", with Polina
- 2012: "Planet Called Love", with Ultra Nate
- 2013: "7 Days", with Tamra Keenan
- 2015: "There Must Be Love", with Janice Robinson

#### The Bad Yard Club
All are collaborations with Sly Dunbar and Handel Tucker.
- 1993: "Gimme Luv (Eenie Meeny Miny Mo)", with Papa San
- 1993: "Sunshine", with Stanryck
- 1993: "Forever Luv", with Anastacia
- 1993: "The Program", with Papa San
- 1994: "In De Ghetto", with Delta Bennett
- 1996: "In De Ghetto '96", with Crystal Waters and Delta Bennett

#### Atri Alias
- 1987: "Do It Properly" (as 2 Puerto Ricans, a Blackman and a Dominican, with Ralphi Rosario and Clivilles & Cole)
- 1989: "Scandalous", (as 2 Puerto Ricans, a Blackman and a Dominican, with Ralphi Rosario and Clivilles & Cole)
- 1994: "Congo" (as The Boss)
- 1995: "Philadelphia", (as Brooklyn Friends)
- 1998: "Needin' U", (as David Morales presents The Face)
- 2000: "Higher", (as Moca, with Albert Cabrera and Deanna Della Cioppa)
- 2001: "Needin' U II", (as David Morales presents The Face, with Juliet Roberts)
- 2002: "Siren Of Love", (as 928)
- 2006: "Play", (as Brooklyn Friends)
- 2006: "Keep It Coming", (as The Face, with Nicki Richards)

### Remixes
- 2 in a Room - "Wiggle It"
- 2 in a Room - "Do What You Want"
- Ace of Base - "Living in Danger"
- The Adventures of Stevie V - "Dirty Cash (Money Talks)"
- Alexander O'Neal - "What Is This Thing Called Love?"
- Alison Limerick - "Where Love Lives"
- Annie Lennox - "Walking on Broken Glass"
- Aretha Franklin - "A Deeper Love"
- Backstreet Boys - "I Want It That Way"
- Basement Jaxx - "Bingo Bango"
- Betty Boo - "Catch Me"
- Bizarre Inc - "Get Up (Sunshine Street)"
- Björk - "Big Time Sensuality"
- Björk - "Hyper-ballad"
- Black Sheep - "Strobelite Honey"
- The Brand New Heavies - "Never Stop"
- Brandon Flowers - "Crossfire"
- Britney Spears - "Circus"
- Burak Kut - "Derdim Var" (Translated: Deep Inside)
- CeCe Peniston - "Finally"
- CeCe Peniston - "I'm In The Mood"
- CeCe Peniston - "Hit By Love"
- CeCe Peniston - "Keep Givin' Me Your Love"
- CeCe Peniston - "Somebody Else's Guy"
- CeCe Rogers - "All Join Hands"
- Céline Dion - "Loved Me Back to Life"
- Cerrone - "Love In C Minor"
- Chaka Khan - "Life is a Dance"
- Cher - "Woman's World"
- Clubhouse - "Deep In My Heart"
- The Chimes - "1-2-3"
- Crystal Waters - "What I Need"
- The Daou - "Are You Satisfied?"
- De La Soul - "A Roller Skating Jam Named Saturdays"
- Deborah Cox - "It Could've Been You"
- Deborah Cox - "Who Do U Love"
- Diana Ross - "Upside Down"
- Diana Ross - "The Boss"
- Donna Summer - "Melody of Love (Wanna Be Loved)"
- Doop - "Doop"
- Electribe 101 - "You're Walking"
- Enrique Iglesias - "Rhythm Divine"
- Eric Clapton - "(I) Get Lost
- Eve Gallagher - "Love Come Down"
- FCL - "It's You"
- First Choice - "Love Thang"
- Frankie Knuckles - "Rain Falls"
- Gabrielle - "Give Me a Little More Time"
- Gloria Estefan - "Oye Mi Canto"
- Gloria Estefan - "Reach"
- Gloria Estefan - "Turn The Beat Around"
- Heavy D & The Boyz - "Now That We Found Love"
- Incognito - "Always There"
- India - "Right From The Start"
- Inner City - "Watcha Gonna Do With My Lovin'"
- INXS - "I'm Only Looking"
- Jamiroquai - "Cosmic Girl"
- Jamiroquai - "Space Cowboy"
- Jane Child - "Do Whatcha Do"
- Janet Jackson - "Because of Love"
- Janet Jackson - "Throb"
- Janet Jackson - "When I Think of You" (1995 Remixes)
- Janet Jackson - " Got 'til It's Gone with Frankie Knuckles
- Jaydee - "Plastic Dreams" (1997 Remixes)
- Jennifer Paige - "Crush"
- Jody Watley - "I'm The One You Need"
- Juliet Roberts - "Free Love"
- Kelis - "Get Along With You"
- Kristine W - "One More Try"
- Kylie Minogue - "Where Is The Feeling?"
- Kym Mazelle - "Useless"
- Kym Sims - "We Got A Love"
- Knight Time - "I've Been Watching You"
- Kuva - "Isn't It Time"
- Lara Fabian - "I Will Love Again"
- Lisa Stansfield - "What Did I Do to You?"
- Lisa Stansfield - "Someday (I'm Coming Back)"
- Lisa Stansfield - "Little Bit of Heaven"
- Lisa Stansfield - "8-3-1"
- Lisa Fischer - "Save Me"
- Loose Ends - "Love's Got Me"
- Lucrezia - "Live To Tell"
- Luther Vandross - "Ain't No Stoppin' Us Now"
- Luther Vandross - "The Mistletoe Jam (Everybody Kiss Somebody)"
- Luther Vandross & Janet Jackson - "The Best Things in Life Are Free"
- M People - "One Night in Heaven"
- M People - "Fantasy Island"
- M People - "Dreaming"
- Madonna - "Deeper and Deeper"
- Mariah Carey - "Always Be My Baby"
- Mariah Carey - "Can't Take That Away (Mariah's Theme)"
- Mariah Carey - "Dreamlover"
- Mariah Carey - "Fantasy"
- Mariah Carey - "Fly Away (Butterfly Reprise)"
- Mariah Carey - "Honey"
- Mariah Carey - "I Still Believe"
- Mariah Carey - "It's Like That"
- Mariah Carey - "Joy To The World"
- Mariah Carey - "Loverboy"
- Mariah Carey - "My All"
- Mariah Carey - "Say Somethin"
- Mariah Carey - "Shake It Off"
- Mariah Carey - "The Roof (Back In Time)"
- Mariah Carey - "Touch My Body"
- Masters At Work - "I Can't Get No Sleep '95"
- Michael Jackson featuring Janet Jackson - "Scream"
- Michael Jackson - "This Time Around"
- Michael Jackson - "Thriller"
- Neneh Cherry - "Kisses on the Wind"
- Nightcrawlers - "Should I Ever Fall in Love"
- P. M. Dawn - "Gotta Be...Movin' On Up"
- Pet Shop Boys - "How can you expect to be taken seriously?"
- Pet Shop Boys - "I Don't Know What You Want but I Can't Give It Any More"
- Pet Shop Boys - "New York City Boy"
- Pet Shop Boys - "So Hard"
- Pet Shop Boys - "Where the Streets Have No Name (I Can't Take My Eyes Off You)"
- Photek - "Mine To Give"
- Reese - "You're Mine"
- Richard Darbyshire - "This I Swear" with Frankie Knuckles
- Robert Owens - "I'll Be Your Friend"
- Robin S. - "I Want to Thank You"
- Sandy B. - "Feel Like Singin'"
- Seal - "Newborn Friend"
- Selena - "I'm Getting Used To You"
- Shabba Ranks - "Mr. Loverman"
- Shara Nelson - "Down That Road
- Sheena Easton - "101"
- Smoke City - "Underwater Love"
- Soul Shaker featuring CeCe Peniston - Shame, Shame, Shame
- Sounds of Blackness - "I Believe"
- Spice Girls - "Spice Up Your Life"
- Spice Girls - "Stop"
- Spice Girls - "Who Do You Think You Are"
- Suzanne Palmer - "Luv 2 Luv"
- Technotronic - "Get Up!"
- Technotronic - "Pump Up The Jam"
- Tina Turner - "Goldeneye"
- Toni Braxton - "You're Makin' Me High"
- U2 - "Discotheque"
- U2 - "Lemon"
- Ultra Naté - "New Kind of Medicine"
- Utah Saints - "What Can You Do for Me"
- Vanessa Williams - "Happiness
- Whigfield - "Think Of You"
- Whigfield - "Sexy Eyes"
- Whitney Houston - "Love Will Save the Day" (remixed by David Morales & John "Jellybean" Benitez)
- Whitney Houston - "So Emotional"
- Yazz - "Stand Up for Your Love Rights"